# Alexander Gennadjewitsch Sasonow
Alexander Gennadjewitsch Sasonow (russisch Александр Геннадьевич Сазонов; * 29. November 1980 in Omsk, Russische SFSR) ist ein russischer Eishockeyspieler, der zuletzt bei Rubin Tjumen in der Wysschaja Hockey-Liga unter Vertrag stand.

## Karriere
Alexander Sasonow begann seine Karriere als Eishockeyspieler in seiner Heimatstadt in der Nachwuchsabteilung des HK Awangard Omsk, für dessen Profimannschaft er in der Saison 1999/2000 sein Debüt in der Superliga gab. In seinem Rookiejahr blieb er in zwölf Spielen punktlos und erhielt acht Strafminuten. Nachdem er die folgende Spielzeit bei Kristall Saratow in der Wysschaja Liga, der zweiten russischen Spielklasse, verbracht hatte, lief der Verteidiger in der Saison 2001/02 parallel für den HK Metschel Tscheljabinsk in der Superliga und Mostowik Kurgan aus der Wysschaja Liga auf. 
Im Sommer 2002 unterschrieb Sasonow einen Vertrag beim HK Traktor Tscheljabinsk, für den er seither spielt. Mit seiner Mannschaft stieg der Russe in der Saison 2005/06 als Zweitligameister in die Superliga auf. Zwischen der 2008 und 2011 stand er für den HK Traktor in der neu gegründeten Kontinentalen Hockey-Liga auf dem Eis. Am Ende der Saison 2010/11 lief sein Vertrag mit dem HK Traktor aus und Sasonow entschied sich im Mai 2011 für einen Wechsel innerhalb der KHL zu Neftechimik Nischnekamsk. Für die Mannschaft bestritt er allerdings nur 13 Spiele, in denen er eine Torvorlage gab, ehe er im November 2011 innerhalb der KHL zu Witjas Tschechow transferiert wurde.
In der Saison 2012/13 stand er bei Awtomobilist Jekaterinburg unter Vertrag.

## Erfolge und Auszeichnungen
- 2006 Meister der Wysschaja Liga und Aufstieg in die Superliga mit dem HK Traktor Tscheljabinsk

## Statistik
(Stand: Ende der Saison 2010/11)